# هرمز 450
إلبيت هيرميز 450 هي طائرة بدون طيار متوسطة الحجم ومتعددة الحمولة. مصممة من شركة إلبيت الإسرائيلية لمهام التحليق التكتيكية الطويلة، حيث تبلغ قدرتها على التحليق أكثر من 20 ساعة، مع مهمة أساسية تتمثل في الاستطلاع والمراقبة وترحيل الاتصالات. وتحمل أجهزة استشعار (كهروضوئية والأشعة تحت الحمراء)، ورادار موضعي يمكّنها من التقاط الصور خلال الليل وفي الأحوال الجوية السيئة.

## تطوير الطائرة
طُوِّرت الطائرة لتنفيذ العمليات التكتيكية طويلة المدى لجمع المعلومات الاستخبارية لصالح جيش الاحتلال الإسرائيلي، صنعتها شركة (Elbit systems) بعد عقدها صفقة مع وزارة الدفاع الإسرائيلية بقيمة 47 مليون دولار في يونيو/حزيران 2003. وتعد ثالث أكبر طائرة من طراز "هيرميز"، الذي يضم "هيرميز 90″، و"هيرميز 180″، و"هيرميز 1500″، وأول طائرة مسيرة تحلق بموافقة هيئة الطيران المدني الإسرائيلية.وجهزتها الشركة المصنعة بمعدات كهربائية وبصرية للرصد عبر الرؤية الاعتيادية، إضافة إلى الأشعة تحت الحمراء والرادار الموضعي. كما شكّلت المسيرة الأساس لتطوير مسيرات أخرى مثل "هيرميز 900" ذات القدرات الهجومية، وبرنامج "واتش كبير 450" المصنّع في بريطانيا. وفي نوفمبر 2007، قدَّم جيش الاحتلال الإسرائيلي إلى الشركة المصنعة طلبًا لتوريد المزيد من مسيرات "هيرميز 450" بقيمة 30 مليون دولار. وفي يناير 2011، قدمت القوات الجوية البرازيلية طلبًا لشراء مسيرات "هيرميز 450" من قبل شركة "آيروإلكترونيكا". وتلقت الشركة الإسرائيلية في ديسمبر 2012 طلبًا مماثلًا بقيمة 10 ملايين دولار من كولومبيا، لتوفير أسطول مختلط من طرازي "هيرميز 450″ و"هيرميس 900". وتذكر الشركة المصنِّعة أن طائراتها "هيرميز 450" قد حققت حوالي 65 ألف ساعة طيران في تاريخها القصير، وقدمت خدمات نشطة في العديد من البيئات القتالية.

## المواصفات
الخصائص العامة:
- السعة: 180 كغم.
- الطول: 6.1 م.
- جناحيها: 10.5م.
- الوزن الإجمالي: 550 كغم.
- سعة الوقود: 105 كغم.

الأداء:
- السرعة القصوى: 176 كم/ساعة.
- سرعة الرحلة: 130 كم/ساعة.
- سرعة المماطلة: 78 كم/ساعة.
- المدى: 300 كم.
- التحمل: 17 ساعة.
- أقصى ارتفاع: 5500 م.
- معدل التسلق: 4.6 م/ث.
- أقصى نصف قطر للمهمة: 200 كم.

## إسقاط الطائرة
في الفترة ما بين مارس ومايو عام 2008، أُسقِط ما لا يقل عن ثلاث مسيرات "هيرميز 450" تابعة للقوات الجوية الجورجية، وذلك خلال النزاع بينها وبين روسيا على منطقة أبخازيا. حيث اعتُبرت التحليقات الجوية انتهاكًا مباشرًا لـ"اتفاقية وقف إطلاق النار والفصل بين القوات" لعام 1994 (المعروفة أيضًا باسم "اتفاقية موسكو 1994") التي وقّعها الطرفان وشهدت عليها الولايات المتحدة وروسيا. وأعلن حزب الله اللبناني في 18 نوفمبر/تشرين الثاني 2023 أنه نجح في إسقاط طائرة إسرائيلية بدون طيار من طراز "هيرميز 450" باستخدام صاروخ أرض جو، ويوم الاثنين 26 فبراير 2024 أعلن حزب الله أيضًا أنه أسقط مسيرة "هيرميس" إسرائيلية في منطقة إقليم التفاح جنوب لبنان. وفي 21 إبريل 2024 أعلن حزب الله اسقاط الطائرة ‌في أجواء منطقة العيشية في جنوب لبنان. و في 15 اكتوبر منتصف ليل الصلاثاء اعلن حزب الله في بيان رسمي انه اسقط طائرة "هيرميز 450" في اجواء جنوب